# Warrington
Warrington ist eine am River Mersey gelegene Stadt in der Unitary Authority Warrington im Nordwesten Englands. Sie zählt rund 194.000 Einwohner.

## Geschichte
Warrington wurde von den Römern an einer Stelle des Mersey gegründet, an der die römischen Soldaten den Fluss überquerten, um zu ihrem Lager im südwestlich gelegenen Deva (heute Chester) zu gelangen. Die Siedlung wurde im 5. Jahrhundert aufgegeben und im 9. Jahrhundert von den Sachsen neu gegründet. Um 1070 herum errichteten die Normannen eine hölzerne Burg in Warrington. Zu Beginn des 11. Jahrhunderts entwickelte sich Warrington zu einem kleinen Marktort.
Im späten Mittelalter war Warrington immer noch ein kleiner Ort mit einigen hundert Einwohnern; wegen seiner 1495 gebauten Steinbrücke über den Mersey gewann es jedoch mehr und mehr an Bedeutung. Während des englischen Bürgerkriegs hatte Warrington etwa 2000 Einwohner, war jedoch wegen seiner Brücke über den Mersey strategisch wichtig. 1642 besetzten die Monarchisten die Stadt, doch im folgenden Jahr wurde sie von den Parlamentariern nach einer Belagerung erobert und bis zum Ende des Krieges gehalten. Sowohl die Truppen von Oliver Cromwell als auch die des Earl of Derby lagerten in der Nähe der Stadt. Gerüchteweise stammen Kerben in den Wänden der Gemeindekirche von Kanonen, die im Bürgerkrieg eingesetzt wurden.
1847 wurde Warrington der Status eines County Borough zuerkannt. Warrington entwickelte sich zu einem Zentrum verschiedener Industrien (Stahl, insbesondere Draht, Textilien, Chemie) und Brauereien und hatte 1901 knapp 65.000 Einwohner.

## Warrington heute
Die Schwerindustrie ging in den 1970er und 1980er Jahren stark zurück, an ihre Stelle traten jedoch Technologie- und Dienstleistungsunternehmen und beispielsweise eine Produktionsanlage für Nahrungsergänzungsmittel.

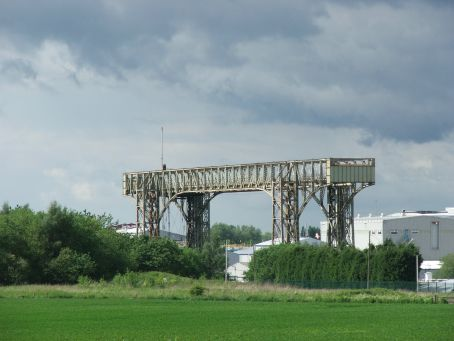
Die Schwebefähre Warrington

Zu den Sehenswürdigkeiten Warringtons gehören eine unter Denkmalschutz gestellte Schwebefähre aus dem Jahr 1916 sowie die Alice-im-Wunderland-Statue, die zu Ehren von Lewis Carroll errichtet wurde.
Warrington ist ein Eisenbahnknoten und besitzt zwei Bahnhöfe an Hauptstrecken. Der Bahnhof Warrington Central liegt an der Eisenbahnstrecke zwischen Manchester und Liverpool. Diese Strecke und ihr Bahnhof in Warrington wurden 1873 vom Cheshire Lines Committee in Betrieb genommen. Der Bahnhof Warrington Bank Quay liegt an der heutigen West Coast Main Line und ist ursprünglich von der London and North Western Railway errichtet worden. Der Bahnhof Warrington Bank Quay ist für seine unmittelbar an die Gleise grenzende Unilever-Fabrik bekannt. Die beiden Bahnhöfe befinden sich an entgegengesetzten Enden des Einkaufszentrums der Stadt und werden wochentags durch eine Pendelbusverkehr miteinander verbunden.
Warrington liegt in der Nähe der Autobahnen M62, M6 und M56 und etwa in der Mitte zwischen den Flughäfen von Liverpool und Manchester. Der Manchester Ship Canal verläuft durch die Stadt und teilt sie in zwei Hälften. In der Nähe verläuft außerdem der Bridgewater-Kanal, ein früher Kanalbau aus der Zeit der industriellen Revolution. Als Transportmittel dienten damals von Pferden gezogene sogenannte Narrowboats. Heute wird der Kanal fast ausschließlich von Freizeitkapitänen befahren.
Das Lied Zombie (1994) der irischen Rockgruppe The Cranberries wurde im Gedenken an den dreijährigen Jonathan Ball und den zwölfjährigen Timothy Parry geschrieben, die am 20. März 1993 bei einem Bombenanschlag der IRA in Warrington ums Leben kamen.
Warrington unterhält Städtepartnerschaften mit Hilden (Nordrhein-Westfalen), Jaroměř und Náchod (Tschechien).

## Sport
Der wichtigste Sportclub in Warrington sind die Warrington Wolves, ein Rugby-Team.
In der Spectrum Arena wurden als wichtige Ranglistenturniere im Snooker von 1984 bis 1986 die Classic ausgetragen.

## Söhne und Töchter der Stadt
- Susanna Wright (1697–1784), Dichterin und Meinungsmacherin in Pennsylvania
- Francis Shurrock (1887–1977), neuseeländischer Bildhauer und Kunstpädagoge englischer Herkunft
- John Molyneux (1931–2018), Fußballspieler
- Sue Johnston (* 1943), Schauspielerin
- Pete Postlethwaite (1946–2011), Schauspieler
- John Richards (* 1950), Fußballspieler
- Philippa Perry (* 1957), Künstlerin, Psychotherapeutin, Journalistin und Bestsellerautorin
- Thomas Joseph Neylon (* 1958), römisch-katholischer Geistlicher, Weihbischof in Liverpool
- Gary Bannister (* 1960), Fußballspieler
- Barry Alexander Brown (* 1960), Regisseur und Filmeditor
- Ian Brown (* 1963), Musiker
- Polly Walker (* 1966), Schauspielerin
- Liam Byrne (* 1970), Politiker
- Phillip Archer (* 1972), Golfer
- Chris Braide (* 1973), Sänger, Komponist, Songwriter und Musikproduzent
- Warren Brown (* 1978), Schauspieler
- Kerry Katona (* 1980), Sängerin
- James Chester (* 1989), Fußballspieler
- Jesse Lingard (* 1992), Fußballspieler
- Jack Robinson (* 1993), Fußballspieler
- George Sampson (* 1993), Tänzer, Schauspieler, Sänger
- David Brooks (* 1997), walisischer Fußballspieler
- Lucy Glover (* 1998), Ruderin
- Jarell Quansah (* 2003), Fußballspieler
- Luke Littler (* 2007), Dartspieler